# Першино (Челябинск)
Пе́ршино — посёлок в южной части Металлургического района Челябинска, включено в состав города указом Президиума Верховного Совета РСФСР от 30 июля 1943 года. Першино — старинное поселение, известное с 1743, а с 1843 — как казачий посёлок. В начале XIX века в Першино было 42 двора с населением 290 жителей.

## Першино во время Крестьянской войны
В начале 1774 в Першино обосновался отряд под командованием Ивана Грязнова, сподвижника Емельяна Пугачёва, 1 февраля 1774 возле Першино состоялось сражение отряда с правительственными войсками под командованием генерала Деколонга, которое не принесло успеха ни одной из сторон, однако вынудило чиновников и правительственные войска покинуть Челябинск через неделю после сражения.
В память об этих событиях возвышенность к юго-западу от пос. Першино носит имя Пугачевой (Пугачевской) Горки.